# Ємен на літніх Олімпійських іграх 1996
Ємен брав участь у Літніх Олімпійських іграх 1996 року в Атланті (США) вдруге за свою історію, але не завоював жодної медалі. Країну представляли один борець і три легкоатлета.

## Легка атлетика
Спортсменів — 3
Чоловіки
| Спортсмен          | Вид     | Забіг     | Забіг | Чвертьфінал | Чвертьфінал | Півфінал   | Півфінал   | Фінал      | Фінал      |
| Спортсмен          | Вид     | Результат | Місце | Результат   | Місце       | Результат  | Місце      | Результат  | Місце      |
| ------------------ | ------- | --------- | ----- | ----------- | ----------- | ---------- | ---------- | ---------- | ---------- |
| Анвар Мохамед Алі  | 400м    | 50,81     | 8     | Не пройшов  | Не пройшов  | Не пройшов | Не пройшов | Не пройшов | Не пройшов |
| Саїд Басвейдан     | 800м    | 1.49,35   | 6     | Не пройшов  | Не пройшов  | Не пройшов | Не пройшов | Не пройшов | Не пройшов |
| Мохаммад Аль Сааді | Марафон |           |       |             |             |            |            | 2:40.41    | 101        |

## Боротьба
Спортсменів — 1
Греко-римський стиль
| Спортсмен         | Категорія | 1/16                        | 1/8                | Чвертьфінал        | Півфінал           | Доп. раунд 1               | Доп. раунд 2       | Фінал              | Місце |
| Спортсмен         | Категорія | Суперник Результат          | Суперник Результат | Суперник Результат | Суперник Результат | Суперник Результат         | Суперник Результат | Суперник Результат | Місце |
| ----------------- | --------- | --------------------------- | ------------------ | ------------------ | ------------------ | -------------------------- | ------------------ | ------------------ | ----- |
| Абдулла Аль-Ізані | 48 кг     | Братан Ценів (BUL) пор 0:10 | Не пройшов         | Не пройшов         | Не пройшов         | Тахир ЗАХІД (AZE) пор 0:11 | Завершив виступ    | Завершив виступ    | 19    |